# Вороб'євіт
Вороб'євіт, берил цезієвий — мінерал, що містить до 3 % Cs2O.

## Етимологія та історія
Названий В. І. Вернадським на честь російського мінералога В. І. Воробйова.

## Загальний опис
Вороб'євіт — один з нечисленних мінералів цезію.
Раніше окремо виділявся як мінеральний вид ростерит, який 1928 року був дискредитований і з 1993 вважається синонімом вороб'євіту.